# Carpe Tenebrum
Carpe Tenebrum ist ein Extreme-Metal-Projekt des australischen Musikers Jamie Stinson, das im Jahr 1997 gegründet wurde.

## Geschichte
Jamie „Astennu“ Stinson kam 1997 von Australien nach Norwegen und rief kurz danach das Projekt ins Leben. Noch im selben Jahr erschien das Debütalbum, bei dem er alle Instrumente selbst einspielte, Stian „Nagash“ Arnesen war als Sänger beteiligt. In derselben Besetzung wurde zwei Jahre später ein zweites Album veröffentlicht. Majestic Nothingness und Mirrored Hate Painting waren stilistisch am melodischen Black Metal der Zeit orientiert. Es erschien noch ein drittes Album, allerdings ohne Arnesens Beteiligung und nun eher dem Death Metal zuzurechnen. Danach wurde es ruhig um das Projekt.

## Diskografie
- 1997: Majestic Nothingness
- 1999: Mirrored Hate Painting
- 2002: Dreaded Chaotic Reign